# Konstantin Kučaev
Konstantin Vital'evič Kučaev (in russo Константин Витальевич Кучаев?; Rjazan', 18 marzo 1998) è un calciatore russo, centrocampista del Rostov.

## Caratteristiche tecniche
È un centrocampista centrale.

## Carriera

### Club
Ha esordito il 2 aprile 2017 con la maglia del CSKA Mosca in un match vinto 2-1 contro il Kryl'ja Sovetov Samara.

## Statistiche

### Presenze e reti nei club
Statistiche aggiornate al 5 gennaio 2021.
| Stagione        | Squadra         | Campionato      | Campionato | Campionato | Coppe nazionali | Coppe nazionali | Coppe nazionali | Coppe continentali | Coppe continentali | Coppe continentali | Altre coppe | Altre coppe | Altre coppe | Totale | Totale | Totale |
| Stagione        | Squadra         | Comp            | Pres       | Reti       | Comp            | Pres            | Reti            | Comp               | Pres               | Reti               | Comp        | Pres        | Reti        | Pres   | Reti   |        |
| --------------- | --------------- | --------------- | ---------- | ---------- | --------------- | --------------- | --------------- | ------------------ | ------------------ | ------------------ | ----------- | ----------- | ----------- | ------ | ------ | ------ |
| 2016-2017       | CSKA Mosca      | PL              | 2          | 0          | CR              | 0               | 0               | UCL                | 0                  | 0                  |             | -           | -           | 2      | 0      |        |
| 2017-2018       | CSKA Mosca      | PL              | 21         | 0          | CR              | 1               | 0               | UCL+UEL            | 6+6                | 1+0                |             | -           | -           | 34     | 1      |        |
| 2018-2019       | CSKA Mosca      | PL              | 3          | 0          | CR              | 0               | 0               | UCL                | 2                  | 0                  |             | SR          | 0           | 5      | 0      |        |
| 2019-2020       | CSKA Mosca      | PL              | 25         | 0          | CR              | 3               | 0               | UEL                | 6                  | 0                  |             | -           | -           | 34     | 0      |        |
| 2020-2021       | CSKA Mosca      | PL              | 15         | 6          | CR              | 0               | 0               | UEL                | 4                  | 0                  |             | -           | -           | 19     | 6      |        |
| Totale carriera | Totale carriera | Totale carriera | 66         | 6          |                 | 4               | 0               |                    | 24                 | 1                  |             | -           | -           | 94     | 7      |        |

## Palmarès

### Club

#### Competizioni nazionali
- Supercoppa di Russia: 1

CSKA Mosca: 2018
- Coppa di Russia: 1

CSKA Mosca: 2022-2023